# Енешкасы
Енешкасы́ (чув. Енӗшкасси) — деревня в Красноармейском муниципальном округе Чувашской Республики.

## География
Находится в северной части Чувашии, на расстоянии приблизительно 12 км на север по прямой от районного центра села Красноармейское.

## История
Известна с 1795 года как выселок села Туруново с 23 дворами. В 1859 году было учтено 38 дворов, 192 жителя, в 1906 — 64 двора, 3275 жителей, в 1926 — 90 дворов, 368 жителей, в 1939—426 жителей, в 1979—215. В 2002 году было 59 дворов, в 2010 — 48 домохозяйств. В период коллективизации был образован колхоз «Новый мир», в 2010 году действовало ООО "Агрофирма «Таябинка». До 2021 года входила в состав Чадукасинского сельского поселения до его упразднения.

## Население
Постоянное население составляло 126 человек (чуваши 98 %) в 2002 году, 95 в 2010.